# Sulzbach, Saarland
Sulzbach/Saar är en stad i Regionalverband Saarbrücken i förbundslandet Saarland i Tyskland.